# Angels Camp
Angels Camp – miasto w Stanach Zjednoczonych, w stanie Kalifornia, w hrabstwie Calaveras.